# Efe Aydan
Efe Aydan (Ankara, 29 maggio 1955) è un ex cestista turco.

## Carriera
Con la Turchia ha disputato due edizioni dei Campionati europei (1975, 1981).

## Palmarès
- Campionato turco: 6

Eczacıbaşı: 1975-76, 1976-77, 1977-78, 1979-80, 1980-81, 1981-82